# Nienburg
Nienburg (pronunciación en alemán: /ˈniːnˌbʊʁk/ⓘ) es un municipio situado en el distrito de Salzland, en el estado federado de Sajonia-Anhalt (Alemania), a una altitud de 65 metros. Su población a finales de 2015 era de unos 6500 habitantes y su densidad poblacional, 82 hab/km².
Se encuentra a la orilla oeste del río Saale, un afluente del río Elba.